# Skäror
Skäror (Bidens) är ett släkte korgblommiga växter. De är ettåriga örter som föredrar sumpiga växtmiljöer. Kännetecknande för släktet är dess frukter, vilka är platta och har spröt med hullingar på.
Släktet har cirka 240 arter, varav tre förekommer vilt i Sverige; brunskära, grönskära och nickskära.